# Coșești (okręg Vaslui)
Coșești – wieś w Rumunii, w okręgu Vaslui, w gminie Ivănești. W 2011 roku liczyła 240 mieszkańców.